# Pandanus ellipsoideus
Pandanus ellipsoideus är en enhjärtbladig växtart som beskrevs av Otto Warburg. Pandanus ellipsoideus ingår i släktet Pandanus och familjen Pandanaceae.
Artens utbredningsområde är Sulawesi. Inga underarter finns listade.